# Kegalle
Kegalle (singhalesisch කෑගල්ල Kǣgalla; Tamil கேகாலை Kēkālai) ist eine Stadt in der Provinz Sabaragamuwa in Sri Lanka. Sie liegt am Highway A1 (Kandy Road) zwischen Colombo und Kandy, etwa 78 Kilometer von Colombo und 40 Kilometer von Kandy entfernt. Kegalle ist die Hauptstadt des gleichnamigen Distrikts und hat etwa 18.000 Einwohner (Stand 2012).

## Sehenswürdigkeiten
- Pinnawala Elephant Orphanage[1] (PEO)
- Wasserfälle von Asupini Ella[2]

## Söhne und Töchter der Stadt
- Edwin Wijeyratne (1889–1968), Diplomat, Mitglied der ceylonesischen Regierung und Gründungsmitglied der United National Party (UNP)
- P. B. G. Kalugalla (1920–2007), Politiker und Mitglied des sri-lankischen Parlaments
- Sumeda Ranasinghe (* 1991), Speerwerfer
- Rumeshika Rathnayake (* 1996), Sprinterin